# Меревиль (Мёрт и Мозель)
Мереви́ль (фр. Méréville) — коммуна во французском департаменте Мёрт и Мозель, региона Лотарингия. Относится к кантону Нёв-Мезон.

## История
Название Меревиль (Méréville) — романо-франкского происхождения (предположительно с конца V века). Оно соединяет имя человека Амерелла (Amerella) и термин виль (ville, villa), обозначающий сельскую усадьбу. Впервые название Amerellivilla появилось в 1094 году, имя появится в названии бывшего монастыря святого Тибо.

## Демография
Население коммуны на 2010 год составляло 1390 человек.
| 1962 | 1968 | 1975 | 1982 | 1990 | 1999 | 2010 |
| ---- | ---- | ---- | ---- | ---- | ---- | ---- |
| 275  | 263  | 617  | 1101 | 1289 | 1348 | 1390 |